# Thylacinus potens
Thylacinus potens is een uitgestorven buideldier van de Thylacinidae (buidelwolven). Deze buidelwolf leefde 8 miljoen jaar geleden gedurende het Laat-Mioceen op het Australische continent. 

## Kenmerken
Thylacinus potens was 150 cm lang. Het gewicht lag tussen de 39 en 56 kilogram. De soort was steviger gebouwd dan de Tasmaanse buidelwolf en Thylacinus potens had ook een kortere en bredere kop. 

## Leefwijze
De grotere plantenetende buideldieren zoals de buideltapir Palorchestes en de diprotodont Kolopsis werden bejaagd door Thylacinus potens. 

## Fossielen
Fossielen van Thylacinus potens zijn gevonden in de Waite-formatie bij Alcoota Station in het Noordelijk Territorium en dateren uit het Laat-Mioceen. Deze soort behoort tot de "Alcoota Local Fauna" van circa 8 miljoen jaar geleden, evenals de buidelwolf Tyarrpecinus. Het holotype bestaat uit een bovenkaak, twee gedeeltelijke onderkaken, enkele tanden en delen van de voet. Later zijn verdere boven-, onderkaken en kiezen gevonden van Thylacinus potens.